# Sokkel (bassin)
De Sokkel is een onderdergronds waterbassin in West-Vlaanderen en zuidelijk Oost-Vlaanderen.
Op deze plaats wordt er fossiel grondwater (grondwater dat gevormd werd uit vroegere neerslag) opgepompt. Er wordt echter meer water opgepompt dan dat er via regen terug bijkomt, wat de toekomstige waterbevoorrading in gedrang kan brengen.